# Ibn ar-Rumí
Abu-l-Hàssan Alí ibn al-Abbàs ibn Jurayj (o Jurjis) (àrab: أبُو الحَسَنِ عَلِيُّ بْنُ العَبَّاسِ بْنُ جريْجٍ (o جُورجِيْس), Abū l-Ḥasan ʿAlī b. al-ʿAbbās b. Jarij (o Jūrjīs)), més conegut com a Ibn ar-Rumí (àrab: ابن الرومي, Ibn ar-Rūmī) (Bagdad, 836-896), fou un poeta persa de mare persa i pare d'ascendència romana d'Orient. A partir dels 20 anys va viure de la seva poesia i va conformar un notable diwan. Va tenir com a patró al tahírida Ubayd-Al·lah ibn Abd-Al·lah, al visir persa Ismaïl ibn Bulbul, i a la família nestoriana dels Banu Wahd. Fou xiïta de tendència mutazilita. Va morir de malaltia als 59 anys.